# Hypo Real Estate
Die Hypo Real Estate Holding GmbH (HRE) ist eine seit 2009 verstaatlichte deutsche Bankenholding mit Sitz in München, die 123,98 Milliarden Euro Garantien zuzüglich 7,7 Milliarden Euro direkte Hilfe durch Kapitalmaßnahmen aus dem Finanzmarktstabilisierungsfonds (SoFFin) beansprucht (Stand 30. September 2010). Die Gesellschaft war vormals die Hypo Real Estate Holding AG, die durch formwechselnde Umwandlung nach §§ 190 ff., 238 ff. UmwG mit Eintragung am 13. Dezember 2016 ins Handelsregister AG München in eine GmbH umgewandelt wurde. Zum HRE-Konzern gehörten die Deutsche Pfandbriefbank und die Depfa Bank, die in den Bereichen von gewerblichen Immobilienfinanzierungen sowie Staats- und Infrastrukturfinanzierungen tätig sind.
Die Hypo Real Estate Holding wurde 2003 gegründet und kam im Oktober 2003 an die Börse. Sie wurde am 19. Dezember 2005 in den DAX an der Frankfurter Wertpapierbörse aufgenommen. Vom 22. Dezember 2008 bis zum 18. September 2009 war sie wieder im MDAX notiert. Ab dann war sie bis zum 9. Oktober 2009 im SDAX. Die HRE wurde am 5. Oktober 2009 durch einen Übertragungsbeschluss der Hauptversammlung (Squeeze-out) verstaatlicht. Dadurch erfüllte die HRE die Streubesitz-Kriterien für den SDAX nicht mehr, so dass die Börsennotierung durch die Deutsche Börse AG am 9. Oktober 2009 eingestellt wurde. Als Eigentümer zu 100 % handelt für die Bundesrepublik Deutschland der Finanzmarktstabilisierungsfonds.
Die HRE war zuvor durch die internationale Finanzkrise ab 2007 existentiell betroffen. Als erste deutsche Bank erhielt sie im Rahmen dieser Krise staatliche Garantiezusagen in dreistelliger Milliardenhöhe. Außerdem beanspruchte sie Garantien aus dem Finanzmarktstabilisierungsfonds.
Die FMS Wertmanagement in München wurde am 8. Juli 2010 als Bad Bank zur Abwicklung von Risikopositionen und nicht strategienotwendigen Geschäftsbereichen ausgegliedert. Sie ist ein selbstständiger Teil der Bundesanstalt für Finanzmarktstabilisierung (FMSA).
Die Deutsche Pfandbriefbank wurde auf Anweisung der EU-Kommission ausgegliedert und am 16. Juli 2015 an die Börse gebracht, d. h. wieder privatisiert.
Die Kosten für die Rettung der HRE betrugen etwa 20,3 Mrd. Euro.

## Konzern

### Bedeutung
Mit einem Immobilienfinanzierungsvolumen von etwa 63 Milliarden Euro war die Hypo Real Estate Group einer der größten Finanzierer von gewerblichen Immobilienkunden in Deutschland und als solcher eines der größten Immobilienfinanzierungsinstitute in Europa. Mit einem Emissionsvolumen von etwa 146 Milliarden Euro (laut Geschäftsbericht 2007) war die HRE zudem ein bedeutender Emittent von Pfandbriefen.
Die Hypo Real Estate Group war außerdem eine der ersten Banken in Deutschland, die in großem Umfang Portfolios sogenannter notleidender Kredite (Non-performing Loans) verkaufte, um ihre Bilanzen zu entlasten. So wurden 2004 Kredite mit einem Volumen in Höhe von 3,6 Mrd. an Lone Star verkauft, weitere 394 Mio. an Morgan Stanley und Citigroup.

### Entstehung
Im September 2001 fusionierten die Nürnberger Hypothekenbank, die Süddeutsche Bodencreditbank und die Bayerische Handelsbank zur damaligen HVB Real Estate Bank AG. Großaktionär und Namensgeber der börsennotierten Gesellschaft war die Bayerische Hypo- und Vereinsbank. Nach einem Erwerbsangebot im Sommer 2002 leitete die HVB im Frühjahr 2003 den Zwangsausschluss (Squeeze-out) der Minderheitsgesellschafter ein.
Durch Abspaltung von Teilen des gewerblichen Immobilienfinanzierungsgeschäfts der HVB, der Anteile an der HVB Real Estate Bank AG, der Westfälischen Hypothekenbank AG und der HVB Ireland und einer Mehrheitsbeteiligung an der Württembergischen Hypothekenbank AG (später umbenannt in Hypo Real Estate Bank International AG) wurde schließlich im Jahr 2003 die „neue“ Hypo Real Estate Holding Group geschaffen. Die Hypo Real Estate Holding AG wurde hierbei Konzernmutter der HRE Group. Die Gründung der Hypo Real Estate Holding AG erfolgte rechtlich durch eine sogenannte Abspaltung (spin-off) zur Neugründung nach dem Umwandlungsgesetz, nachdem der Aufsichtsrat der HVB im März 2003 und die Hauptversammlung im Mai 2003 zugestimmt hatten. Die Abspaltung von der HVB wurde mit Eintragung in das Handelsregister am 29. September 2003 rechtswirksam. Aktionäre der HVB erhielten bei der Abspaltung für 4 HVB-Aktien eine Hypo-Real-Estate-Holding-Aktie. Die ehemalige HVB Real Estate Bank AG firmiert seit Herbst 2003 als Hypo Real Estate Bank AG und beinhaltet nach der Verschmelzung mit der Westfälischen Hypothekenbank AG (Herbst 2003) und der Hypo Real Estate Bank International AG (Herbst 2008) sowohl das gesamte nationale als auch internationale Immobiliengeschäft der Hypo-Real-Estate-Gruppe. 2009 wurde die Hypo Real Estate Bank AG in Deutsche Pfandbriefbank AG umbenannt.

### Ehemalige Aktionärsstruktur
Mit Stichtag 31. Dezember 2008 befanden sich 52,21 Prozent des Aktienkapitals der Hypo Real Estate Holding AG im Streubesitz. Der amerikanische Finanzinvestor J. Christopher Flowers erwarb im Juni 2008 mittels eines öffentlichen Angebots insgesamt 24,9 Prozent und zahlte für seine Anteile etwa 1,1 Milliarden Euro oder 22,50 Euro je Aktie.
Weitere Großaktionäre mit einem Gesamtanteil von 23,66 % waren damals:
| Anteil in Prozent | Name                                                      |
| ----------------- | --------------------------------------------------------- |
| 7,00              | Grove International Partners, New York, USA               |
| 5,33              | HRE Investment Holdings II 1 S.à.r.l.                     |
| 5,14              | Orbis Global Equity Fund Ltd., Hamilton, Bermuda          |
| 4,99              | Capital Research and Management Company, Los Angeles, USA |
| 1,20              | Capital Group International Inc.                          |

Diese Aktionärsstruktur veränderte sich durch den Einstieg des Bundes zur HRE-Rettung (siehe unten).

### Ehemalige Tochterunternehmen
- Depfa Bank plc
Die Hypo Real Estate übernahm 2007 im Wege eines Aktientauschs die Depfa Bank plc, deren Tochter Depfa Deutsche Pfandbriefbank AG Ende 2007 zu einer direkten Tochter der Hypo Real Estate Holding AG wurde.[8] Diese Übernahme wurde von der britischen Wirtschaftskanzlei Freshfields Bruckhaus Deringer empfohlen und auch vorbereitet.[9] Pro Depfa-Aktie zahlte die Hypo Real Estate 0,189 eigene Aktien plus 6,80 €, insgesamt etwa 5,2 Milliarden Euro. Letzter Handelstag der Depfa-Aktie war der 2. Oktober 2007. Der damalige CEO der Depfa, Gerhard Bruckermann, erlöste mit der Übernahme 120 Mio. Euro. Mit Wirkung zum 19. Dezember 2014 hat die bundeseigene Abwicklungsanstalt FMS Wertmanagement AöR die DEPFA BANK plc in Dublin und deren Tochtergesellschaften von der Hypo Real Estate Holding AG vollständig übernommen und am 19. November 2021 an die BAWAG Group AG verkauft.
- Deutsche Pfandbriefbank AG
Die ehemalige Tochter der Holding ist die aus dem Zusammenschluss von Hypo Real Estate Bank AG und DEPFA Deutsche Pfandbriefbank AG entstandene Deutsche Pfandbriefbank AG. Die Zusammenlegung fand Mitte 2009 statt. Die Hypo Real Estate Holding bezeichnet die neue Pfandbriefbank als »strategische Kernbank des Konzerns«.[10] Seit dem 7. März 2013 werden unter der Marke „pbb direkt“ Privatkunden im Einlagengeschäft (Tagesgeld, Festgeld) bedient. Der Vertrieb erfolgt über das Internet.[11] Der Börsengang der Deutsche Pfandbriefbank AG an die Frankfurter Wertpapierbörse fand am 16. Juli 2015 statt, seitdem ist die Hypo Real Estate Holding nur noch zu 20 Prozent beteiligt,[4] bis dieser Anteil im Mai 2018 auf 3,5 % verringert wurde.[12] Im August 2021 wurde bekannt, dass der restlich verbliebene Aktienanteil des Bundes in Höhe von 3,5 Prozent kursschonend verkauft wird.[13]

## Finanzkrise
In den Jahren 2004 bis 2006 verdoppelte sich der Aktienkurs und stieg (wohl) aufgrund der veröffentlichten (vermeintlichen) Geschäftserwartungen auf mehr als 55 Euro je Aktie an. Infolge der internationalen Finanzkrise ab 2007 fiel der Kurs Anfang 2008 bis unter 15 Euro. Die Bilanzsumme erhöhte sich trotz der Krise von 161 Milliarden Euro 2006 auf 400 Milliarden 2007. Am 28. September 2008 wurde allgemein bekannt, dass der Hypo Real Estate wegen eines Liquiditätsengpasses die Insolvenz drohe. Laut Angaben des Vorstands hatten schon über längere Zeit Gespräche mit Banken und Regierungsvertretern stattgefunden, weil die Tochter Depfa Refinanzierungsschwierigkeiten am Interbankenmarkt hatte. Am 9. März 2009 fiel der Aktienkurs bis auf den historischen Tiefstand von 0,64 Euro.
Laut Bericht der Hannoverschen Allgemeinen Zeitung vom 20. Februar 2009 soll die HRE außerhalb der eigentlichen Bilanz weitere 600 Milliarden Euro in „sogenannte außerbilanzielle Geschäfte“ investiert haben. Die dafür aufgenommenen Kredite müssten derzeit ständig refinanziert werden. Das Unternehmen wies in einer Pressemitteilung die Behauptung der Hannoverschen Allgemeinen Zeitung zurück.

### Vorgeschichte

#### Erste Anzeichen für wirtschaftliche Probleme
Nach ersten Auswirkungen der Subprime-Krise 2007 versicherte der Vorstandsvorsitzende Georg Funke noch am 7. November 2007 im Handelsblatt nach guten Quartalszahlen, die HRE sei „aus der Marktkrise der vergangenen Monate gestärkt hervorgegangen“.
Am 15. Januar 2008 gab die HRE überraschenderweise eine außerordentliche Abschreibung über 390 Mio. € auf amerikanische CDOs bekannt und erfuhr mit 35 % den bis dahin größten Tagesverlust eines DAX Titels. Die Aktie fiel vom Schlusskurs am 14. Januar 2008 von 33,52 € im Laufe der nächsten 9 Handelstage auf 13,96 € (Stand 28. Januar 2008).

#### Prüfung durch die BaFin / Deutsche Bundesbank
In Kenntnis dieser Meldung zog die BaFin eine bereits 2007 für das Jahr 2008 vorgesehene Prüfung der HRE-Gruppe auf den 18. Februar 2008 vor. Mit Schreiben vom 6. Februar 2008 beauftragte sie die Deutsche Bundesbank, unter Federführung der Hauptverwaltung München, die beiden in München ansässigen Tochterunternehmen der HRE – die Hypo Real Estate Bank AG und die Hypo Real Estate International AG – zu überprüfen. Mit Schreiben vom 25. Februar 2008 erweiterte die BaFin diesen Auftrag auch auf die DEPFA Deutsche Pfandbrief AG in Frankfurt am Main.
Die Vorort-Prüfung bei der HRE-Gruppe begann am 18. Februar 2008 in München und dauerte bis zum 4. April 2008. Die Prüfung in Dublin fand vom 27. Februar bis 12. März 2008 statt.
Ermöglicht wurde diese Überprüfung (im Ausland) durch ein Abkommen zwischen Irland und der Bundesrepublik Deutschland aus dem Jahre 1993, das es deutschen Behörden – mit Zustimmung der irischen Behörden – erlaubte, die Geschäftstätigkeit von Niederlassungen deutscher Unternehmen in Irland zu überprüfen.

#### Fehlende gesetzliche Regularien
Allerdings konnte die BaFin/Dt. Bundesbank diese Überprüfung nur in sehr eingeschränkter Form durchführen. Die zur damaligen Zeit geltenden deutschen Bestimmungen des Kreditwesengesetzes (KWG) erlaubten der BaFin die Überprüfung einer Finanzholding nur in Form einer sogenannten „konsolidierten Gruppenaufsicht“ durchzuführen, was u. a. eine Prüfung der Liquidität dieses „systemrelevanten“ Finanzkonstrukts ausdrücklich ausschloss. Die Bundesregierung verwies, anlässlich einer Kleinen Anfrage der FDP-Fraktion, in ihrer (damaligen) Antwort darauf, dass die deutsche Rechtslage in Übereinstimmung mit der zu dieser Zeit geltenden EU-Richtlinie (Bankenrichtlinie 2000/48/EG, sowie Kapitaladäquanzrichtlinie 2006/49/EG) stehe: „Auch auf EU-Ebene ist eine umfangreiche Überwachung von Finanzholding-Gesellschaften NICHT vorgeschrieben.“
Bereits im Frühling 2007 hatte die BaFin das Bundesfinanzministerium auf diese Aufsichtslücke (in der die HRE operierte) aufmerksam gemacht und eine Änderung beantragt. Auch Finanzholdings sollten danach voll unter die Aufsicht der BaFin gestellt werden, um sie wirksamer kontrollieren zu können. Das Bundesfinanzministerium unter dem damaligen Finanzminister Peer Steinbrück handelte jedoch zunächst nicht. Erst nach einem nochmaligen Vorstoß der BaFin wurde gesetzliche Abhilfe geschaffen. Allerdings erst Mitte Februar 2009 (im Rahmen der Fortentwicklung des Pfandbriefrechts) – und damit auf jeden Fall zu spät.
Finanzminister Peer Steinbrück hatte zunächst behauptet, dass die deutsche Aufsichtsbehörde BaFin in Irland (Ausland) überhaupt nicht prüfen dürfe. Sie sei darauf angewiesen, dass entweder die irische Bankenaufsicht Informationen zur Verfügung stelle oder aber die HRE-Holding freiwillig Auskunft erteile.
„Wenn eine Bank wie die Depfa in Irland in Schwierigkeiten gerät und die HRE in sehr ernste Schwierigkeiten bringt, kann die deutsche Bankenaufsicht überhaupt nicht eingreifen. Das unterliegt der irischen Aufsicht. Deshalb muss es auch darum gehen, die Bankenaufsicht in Europa zu verbessern.“ (Steinbrück im Interview mit dem Handelsblatt noch am 9. Oktober 2008)
Das Bundesbank-Prüfungs-Team untersuchte bei der Depfa den Bestand an problembehafteten Wertpapieren und das Geschäftsmodell der Bank, das darin bestand, die Vergabe langfristiger Kredite durch die Aufnahme kurzfristiger Darlehen zu finanzieren. Der Gewinn ergab sich aus dem Zinsunterschied zwischen den unterschiedlichen Laufzeiten.
Bereits am 15. März verfassten die Banker einen Zwischenbericht, der zwei Tage später an die BaFin versandt wurde. Der Depfa-Abschlussbericht selbst wurde dann knapp drei Monate später, am 27. Juni 2008, der BaFin zugestellt.
Wie es im Abschlussbericht der Prüfer heißt, wurde bei der irischen Bank eine „umfangreiche, kurzfristige unbesicherte Refinanzierung“ festgestellt und auf die daraus resultierenden „schwerwiegenden Folgen“ hingewiesen. Kurz: Wenn die kurzfristige Refinanzierung plötzlich ins Stocken kommen sollte, wäre die HRE insolvent.
Der Prüfbericht listete insgesamt 49 Verstöße gegen „das ordnungsgemäße Betreiben der Geschäfte und die Funktionsfähigkeit des Risikomanagements“ auf – darunter 12 der Kategorie „gewichtige“ Beanstandungen und 29 „mittelschwere“. In einem Begleitschreiben zu diesem Bericht wiesen die Prüfer darauf hin, dass die „teilweise gravierenden Feststellungen insbesondere im Bereich Risikomanagement […] nicht toleriert werden können.“
Der Abschlussbericht ging am 18. August 2008 im Bundesfinanzministerium ein. Er wurde dort jedoch angeblich vom Sachbearbeiter abgelegt und weder der Leitungsebene noch dem Bundesfinanzminister vorgelegt.

### Auslöser der Krise
Das Geschäftsfeld der HRE Tochter Depfa Bank plc war die Finanzierung von langfristigen Krediten (insb. Pfandbriefen) durch kurzfristige Kredite auf dem Interbankenmarkt (Fristentransformation). Infolge der Lehman-Insolvenz brach der Interbankenhandel zusammen und ein Liquiditätsengpass der Depfa Bank plc über zunächst 35 Milliarden Euro konnte nicht geschlossen werden, d. h., die Rückzahlung fälliger kurzfristiger Kredite war nicht möglich und die Insolvenz drohte. Welchen Beitrag überbewertete Immobilien im Kapitalstock der Bank gespielt haben, konnte nicht geklärt werden.

### Erster Krisengipfel
Am 29. September 2008 einigten sich Jochen Sanio, Präsident der Bundesanstalt für Finanzdienstleistungsaufsicht, Bundesfinanzminister Peer Steinbrück, Martin Blessing von der Commerzbank, Josef Ackermann von der Deutschen Bank und Klaus-Peter Müller vom Bundesverband deutscher Banken darauf, der Hypo Real Estate eine Ausfallbürgschaft zur Verfügung zu stellen. Das Finanzministerium teilte im Anschluss an den Krisengipfel mit, dass die HRE nicht vom Markt verschwinden solle, jedoch ihre Töchter an eine Zweckgesellschaft abgeben müsse.
Da die HRE als Abspaltung der Hypo-Vereinsbank genau fünf Jahre zuvor an die Börse ging, wurde aufgrund der fünfjährigen Befristung (Verjährung) die Haftungsfrage aufgeworfen. Wäre die Garantie nur einen Tag früher unterschrieben worden, hätte der Bund wohl mit Erfolg gerichtlich (Schadensersatz-, Haftungs-)Ansprüche gegen die Bayerische Hypo- und Vereinsbank bzw. die italienische Unicredit gelten machen können.
Seit 22. September hatte zuvor die HRE mit der Deutschen Bank als Konsortialführer verhandelt, um die weitere Refinanzierung sicherzustellen. Dies scheiterte, „weil die Banking Community nicht genügend sicher war, dass sie es schaffen könnte oder schaffen wollte“, so Hans Tietmeyer, ehemaliges Aufsichtsratsmitglied der HRE vor dem Untersuchungsausschuss 2009. In seinem Vortrag berichtet Josef Ackermann von dem entscheidenden Gespräch am Abend des 29. September: Den Bankenvertretern sei schnell klar geworden, dass eine Lösung „allein unter den Banken einfach nicht mehr darstellbar war.“ Ohne staatliche Lösung hätte es dramatische Verwerfungen an allen Märkten gegeben, „wir hätten am Montagmorgen einen Meltdown gehabt, weit über Deutschland hinaus.“ Der Vertreter der Bundesregierung, Staatssekretär Jörg Asmussen, lehnte dies ab. Ackermann weiter: „Ich bin dann aufgestanden und habe gesagt: Dann gehen wir besser zurück und bereiten uns für den morgigen Tag vor.“ … „Aber natürlich war uns immer klar, dass wir heute Abend einfach zu einer Lösung kommen müssen. Denn da stand viel zu viel auf dem Spiel.“ Kurze Zeit später rief ihn Finanzminister Peer Steinbrück an, dem er schilderte, „dass er wahrscheinlich morgens um 10 der Welt in einer Pressekonferenz erklären müsste, was das für Deutschland und wahrscheinlich weit darüber hinaus für das Eurosystem bedeutet.“ Der Minister wollte zunächst eine Beteiligung der Banken von 50:50. Ackermann bot zunächst 7 Milliarden Euro an. Nach weiteren Verhandlungen von Ackermann mit Steinbrück und Bundeskanzlerin Merkel hieß das Ergebnis „60 zu 40 zulasten der Finanzindustrie, aber mit einem Oberlimit von 8,5 Milliarden Euro.“

### Zweiter Krisengipfel
Am Ende des Ersten Krisengipfels verkündete der damalige Vorstandsvorsitzende der HRE, Georg Funke: „Die neue Kreditlinie verwirklicht einen weitreichenden innovativen Ansatz, mit dem wir unsere Finanzierungsstruktur so anpassen können, dass sie den derzeitigen Fehlfunktionen an den internationalen Geldmärkten gerecht werden. Die Hypo Real Estate Group wird diese Geldmärkte auf absehbare Zeit nicht mehr in Anspruch nehmen müssen.“
Jedoch schon 3 Tage später, am 2. Oktober 2008, teilten Georg Funke und der damalige Finanzvorstand Markus Fell der BaFin telefonisch mit, dass sich die Liquiditätslage der Depfa erneut dramatisch verschlechtert habe, eine Finanzierung der Depfa nicht mehr möglich sei. Die beteiligten Privatbanken zogen daher am 4. Oktober 2008 ihre Kreditzusagen zurück.
Mittlerweile wird in der Presse davon ausgegangen, dass die damalige HRE-Konzernspitze den Bundesfinanzminister, die Bankenaufsicht, die anderen beteiligten Finanzinstitute, auch die eigenen Aktionäre, ganz bewusst über ihre reale Finanzlage getäuscht hat. Als im Dezember 2008 von der Münchener Staatsanwaltschaft eine Durchsuchung bei der HRE durchgeführt wurde (s. u.), hieß es im Durchsuchungsbeschluss, es bestehe der Verdacht, dass in der Mitteilung vom 29. September (s. o.) die Verhältnisse bei HRE falsch dargestellt worden seien, weil die Mitglieder des Vorstandes bereits Ende September gewusst hätten, dass keineswegs eine Kreditfazilität in ausreichender Höhe zur Verfügung gestellt worden war. Bei der Tochterbank Depfa habe ein deutlich höherer Absicherungsbedarf bestanden. (Durchsuchungsbeschluss des Amtsgerichts München vom 9. Dezember 2008 Geschäftsnummer: ER III Gs 11322/08 – nicht öffentlich).
Ein erneuter Krisengipfel am 5. Oktober 2008 zwischen Bundesregierung und der deutschen Finanzindustrie führte dann zu einem um 15 Milliarden Euro aufgestockten Rettungspaket für den angeschlagenen Konzern. Nach Ansicht von Bundesbankpräsident Axel A. Weber sei diese Maßnahme erforderlich gewesen, um einen Zusammenbruch des Interbankensystems, also des Geschäftsverkehrs der Banken untereinander, abzuwenden.

### Führungswechsel
Im unmittelbaren Anschluss an den ersten Krisengipfel haben der Depfa-Chef Paul Leatherdale und der im Vorstand der Hypo Real Estate für die Staatsfinanzierung zuständige Bo Heide-Ottosen angekündigt, das Unternehmen kurzfristig zu verlassen.
Am 7. Oktober 2008 trat der Vorstandsvorsitzende Georg Funke zurück, nachdem seine Ablösung von mehreren Politikern, darunter Bundesfinanzminister Peer Steinbrück, gefordert worden war. Wenig später trat auch der Aufsichtsratsvorsitzende Kurt F. Viermetz zurück.
Als Nachfolger Georg Funkes wurde Axel Wieandt bestellt. Wieandt war seit 2003 bei der Deutschen Bank für den Bereich „Corporate Investments“ verantwortlich gewesen.

### Inanspruchnahme des Finanzmarktstabilisierungsfonds
Am 29. Oktober 2008 erklärte die HRE in einer Pressemitteilung, dass die Verträge über das am 6. Oktober mit einem deutschen Finanzkonsortium, der Deutschen Bundesbank und dem Bundesfinanzministerium ausgehandelten ersten Rettungspakets über 50 Mrd. Euro verhandelt und bis Mitte November 2008 bereitstehen würden. Um in der Zwischenzeit den kurzfristigen Liquiditätsbedarf der HRE zu sichern, habe man am 28. Oktober beim Finanzmarktstabilisierungsfonds einen Antrag auf Garantiestellung für eine Liquiditätsbereitstellung durch die Deutsche Bundesbank in Höhe von 15 Mrd. Euro gestellt. Darüber hinaus habe man einen Antrag auf weitergehende, umfassende Unterstützung – einschließlich etwaiger Kapitalmaßnahmen – beim Finanzmarktstabilisierungsfonds gestellt. Am 31. Oktober 2008 teilte die HRE mit, dass der Finanzmarktstabilisierungsfonds diesen Antrag über Kreditgarantien in Höhe von bis zu 20 Milliarden Euro angenommen hat. Am 21. November 2008 wurde eine Aufstockung dieses Fonds um 10 Milliarden Euro auf 30 Milliarden Euro und am 20. Januar 2009 um 12 Milliarden Euro auf 42 Milliarden Euro bekanntgegeben. Am 11. Februar 2009 wurde der Bürgschaftsrahmen um weitere 10 Milliarden Euro auf nunmehr 52 Milliarden Euro aufgestockt. Zusammen mit den Kreditgarantien über 50 Milliarden Euro aus Mitte November 2008 hat die Hypo Real Estate damit insgesamt 102 Milliarden Euro Beihilfen und Garantien erhalten (direkt vom Staat 87 Milliarden und 15 Milliarden von anderen Banken).

### Umgestaltung des Aufsichtsrats
Im Gefolge der Rettungsaktionen übernahmen die Bundesregierung und ein Bankenkonsortium die Aufsicht der HRE und gestalteten den Aufsichtsrat um.
Am 17. November 2008 wurde bekannt, dass der bisherige Aufsichtsrat der HRE fast vollständig ausgewechselt und gleich sieben neue Mitglieder in das Kontrollgremium eingezogen waren.
Ihren Rücktritt erklärten alle Mitglieder, die nicht zum Konsortium um den HRE-Großaktionär JC Flowers gehörten.
Dies waren Klaus Pohle (der den Vorsitz des HRE-Aufsichtsrats nach dem Rücktritt von Kurt Viermetz übergangsweise übernommen hatte), Gerhard Casper, Johann van der Ende, Frank Heintzeler, Thomas Kolbeck, Pieter Korteweg, Thomas Quinn sowie der frühere Bundesbank-Präsident Hans Tietmeyer.
Neuer Aufsichtsratsvorsitzender wurde Michael Endres, ehemaliger Vorstand der Deutschen Bank.
Neben Endres zogen neu in den Aufsichtsrat ein: Der frühere Commerzbank-Vorstand Bernd Knobloch, Ex-Bundesbank-Vorstand Edgar Meister, der ehemalige Staatssekretär im Bundeswirtschaftsministerium, Siegmar Mosdorf, der Chef der Landesbank Berlin, Hans-Jörg Vetter, Ex-Dresdner-Bank-Chef Bernhard Walter und der frühere Chef der DGZ/DekaBank, Manfred Zaß.

### Klagen der Ex-Vorstände
Im Januar/Februar 2009 entschlossen sich gleich drei Ex-Vorstände der HRE, beim Landgericht München I auf Rücknahme ihrer fristlosen Kündigung zu klagen, bzw. umfangreiche Gehaltsnachforderungen gerichtlich durchzusetzen.
Ex-Finanzvorstand Markus Fell, dem die neue Führung der HRE vorwarf, für eine zu riskante Geldpolitik bei der Depfa mitverantwortlich gewesen zu sein und die Strategie nicht rechtzeitig geändert zu haben, als sich die Weltfinanzkrise immer weiter zuspitzte, beabsichtigt vor Gericht darzulegen, dass die Vorwürfe nicht zutreffen und er zu Unrecht entlassen wurde. Fell hatte früher 450.000 Euro im Jahr als Festgehalt bekommen und weitere 450.000 Euro Erfolgsbonus kassiert.
Ex-Vorstand Frank Lamby forderte in seiner Klage die Zahlung von 37.500 Euro „Versorgungsansprüche“, die ihm noch zustehen würden.
Der im Dezember ebenfalls entlassene frühere Vorstandsvorsitzende Georg Funke verklagte die HRE zunächst auf die Nachzahlung seines Gehaltes für Dezember 2008 und Januar 2009 und machte Ansprüche auf eine Nachzahlung von 151.172,03 Euro geltend. Anfang März 2009 klagte Georg Funke dann jedoch noch weit umfangreichere Forderungen ein. Der Manager („Auch ich bin betroffen durch den Kursverfall der HRE-Aktie.“) verlangte nun die Weitergeltung seines Vorstandsvertrages bis zum regulären Ablauf im September 2013 sowie Aufrechterhaltung seiner Pensionsansprüche. Funkes im Vertrag vereinbartes Festgehalt betrug 800.000 Euro pro Jahr, was die Ansprüche (bis 2013) auf rund 3,5 Mio. Euro summierte. Hinzu kamen vertraglich zugesicherte Pensionsansprüche von 560.000 Euro pro Jahr. Allein diese Ansprüche würden sich bei einer (angenommenen) 15-jährigen Laufzeit der Pension auf weitere 8,4 Millionen Euro belaufen.
Im Gegenzug begründete die HRE den Rauswurf Funkes mit fünf schweren Vorwürfen gegen ihn:
Funke sei verantwortlich für eine „grob mangelhafte Vorbereitung“ des 2007 erfolgten Erwerbs der in Irland ansässigen Pfandbriefbank Depfa durch die HRE.
Anschließend habe er „fortgesetzte Verstöße gegen irisches Bankaufsichtsrecht“ nicht verhindert. Durch mangelhafte Risikosteuerung und Risikokontrolle habe er weitere „Pflichtverletzungen“ begangen. Er habe auch die gefährliche Geldpolitik der HRE nicht geändert. Nach Ansicht der HRE hätte Funke angesichts der seit 2007 währenden Finanzkrise seine Geldstrategie rechtzeitig umstellen müssen. Weiterhin wird ihm vorgeworfen, Ende September 2008 – bei der ersten Rettungsaktion der Bundesregierung für die HRE – die Risiken falsch dargestellt zu haben, denn der Liquiditätsbedarf habe bereits kurz nach dieser Rettungsaktion um 15 Milliarden nach oben korrigiert werden müssen.

### Einstieg des Bundes
Nachdem weiteres Kapital für die HRE erforderlich wurde, hat sich die Bundesregierung am 26. Januar 2009 offenbar auf eine Mehrheitsbeteiligung von 50 Prozent plus eine Aktie geeinigt.
Das Verhalten der Bundesregierung zur Rettung der HRE wurde von einigen Oppositionspolitikern scharf kritisiert. Oskar Lafontaine (Die Linke) und Volker Wissing (FDP) warfen dem Finanzminister Steinbrück Veruntreuung vor. Zum einen weil das Finanzministerium mit der Einigung bis zum 29. September 2008 gewartet hat; genau ab diesem Tag war laut dem Vorwurf von Wissing die Verjährungsfrist für eine mögliche Haftung der HRE-Alteigentümer (Unicredit Bank) abgelaufen, so dass nun der Staat alleine für die HRE haften musste. Die Regierung hingegen beurteilt die Vorwürfe als ungerechtfertigt, da laut § 133 Absatz 3 Umwandlungsgesetz angeblich die Ansprüche nur Gläubigern der bayerischen Hypo- und Vereinsbank AG und der Hypo Real Estate Holding AG zustehen. Lafontaine kritisierte, dass die staatlichen Finanzhilfen an die Holding flossen, ohne sicherzustellen, dass die Steuergelder richtig verwendet werden.

### Forderung nach Verstaatlichung
Aufgrund der bereits erfolgten Garantien und Beihilfen von etwa 102 Milliarden Euro durch den Staat sowie des Risikos, dass bei einer Insolvenz oder einem Verkauf dieses Geld verloren wäre, beriet die Bundesregierung über eine Verstaatlichung der Bankenholding.
Die für die Krise mitausschlaggebende Tochter Depfa war vor der Privatisierung bis zu Beginn der 1990er Jahre ein profitabler staatseigener Betrieb. Somit würden dem deutschen Staat im Falle einer Wiederverstaatlichung der Hypo Real Estate doppelte Verluste entstehen, zum einen durch staatlich entgangene Gewinne der Depfa, zum anderen durch die Kosten der nun notwendigen Wiederverstaatlichung.
Hans-Werner Sinn, Präsident des ifo Instituts für Wirtschaftsforschung und Aufsichtsratsmitglied der Unicredit Bank, forderte im Februar 2009 eine Verstaatlichung der Hypo Real Estate, um die Bankenholding mittels der Staatsfinanzen zu retten. Sobald sich die Lage auf dem Finanzmarkt beruhigt hat, soll die Holding dann nach Willen Sinns wieder privatisiert werden.
Am 19. Februar 2009 wurde bekannt, dass sich durch Verträge und z. T. bisher außerbilanzielle Vorgänge die Bilanzsumme für das Jahr 2008 auf über eine Billion Euro erhöhen würde.

### Erster Einstieg des Bundes
Ende März wurde bekannt, dass die HRE im Geschäftsjahr 2008 einen Rekordverlust von mehr als 5 Milliarden Euro eingefahren hatte. Das Ergebnis nach Steuern belief sich auf minus 5,461 Milliarden Euro. Der Verlust sei zu einem Teil auf Abschreibungen auf Geschäfts- und Firmenwerte und anderer immaterieller Vermögenswerte aus der Erstkonsolidierung der Depfa in Höhe von insgesamt 2,482 Milliarden Euro zurückzuführen. Hinzu kämen eine Reihe von Sonder- beziehungsweise Einmaleffekten, hieß es in einer Verlautbarung der Bank. Die Kernkapitalquote der HRE sank so von 8,7 Prozent (31. Dezember 2007) auf 3,4 Prozent (Ende 2008). und damit unter die gesetzlich vorgeschriebene Mindestgrenze von 4 Prozent.
Streng genommen hätte die Bundesanstalt für Finanzdienstleistungsaufsicht (BaFin) die HRE schließen müssen und die Bank hätte Totalverlust erlitten. Das Jahresergebnis 2008 wurde in die Berechnung zunächst aber noch nicht einbezogen, so dass die Quote noch bei 6,2 Prozent lag. Durch die kurz vor der Veröffentlichung des Jahresabschlusses öffentlich gemacht Kapitalspritze durch den Bund (SoFFin) konnte dies abgewendet werden.
So stieg der Staat – als erster Schritt zu einer anvisierten Komplettübernahme – mit einer Minderheitsbeteiligung ein. Am 28. März 2009 sicherte sich der Bund (SoFFin) 20 Millionen Aktien der Bank für einen Preis von 3 Euro pro Stück, welche durch eine Kapitalerhöhung ausgegeben wurden und hielt danach einen Anteil von 8,7 Prozent an der HRE. Indem der Bund einen Preis pro Aktie bezahlte, der über dem aktuellen Aktienkurs lag, flossen dem Konzern insgesamt 60 Millionen Euro Staatsgelder zu.
„Mit der beabsichtigten langfristigen Liquiditäts- und Kapitalunterstützung […] schafft die Bundesrepublik Deutschland über den SoFFin die Voraussetzung für den Fortbestand der Hypo Real Estate Group“, erklärte anschließend der Vorstandsvorsitzende der Hypo Real Estate Holding AG, Axel Wieandt.

### Rettungsübernahmegesetz
Am 20. März 2009 billigte der Bundestag das Rettungsübernahmegesetz. Das Gesetz befugt die Regierung ggf. die Enteignung der Aktionäre privater Banken vorzunehmen und die Kontrolle über die, als „systemrelevant“ bezeichnete, HRE (in diesem konkreten Fall) zu erlangen, um sie zu sanieren bzw. weiteren Schaden vom Finanzmarkt abzuwenden. Auch sollen die insgesamt 102 Milliarden Euro abgesichert werden, die die HRE an staatlichen Hilfen und von privaten Kreditinstituten bereits erhalten hat. Am 3. April 2009 passierte das Gesetz den Bundesrat und wurde am 7. April 2009 vom Bundespräsidenten unterzeichnet.

### Übernahmeangebot des Bundes
Am 17. April 2009 teilte der Finanzmarktstabilisierungsfonds (SoFFin) mit, dass die Bundesanstalt für Finanzdienstleistungsaufsicht (BaFin) das Übernahmeangebot der Bundesrepublik Deutschland an alle Aktionäre der HRE in Höhe von 1,39 Euro pro Aktie am Vortage genehmigt habe.
Das Angebot lag damit 10 Cent über dem gesetzlichen Mindestpreis von 1,26 Euro je Aktie. Das relativ günstige Angebot erfolgte, weil man hoffte, so 100 Prozent der Anteile der HRE erwerben zu können. Die Annahmefrist lief vom 17. April bis zum 4. Mai 2009.
Wären alle Aktionäre auf das Angebot eingegangen, hätte die Bundesregierung insgesamt 290 Millionen Euro für die Aktien bezahlen müssen.
Sollten die Aktionäre das Angebot jedoch ablehnen, konnte die Bundesregierung, auf aufgrund des Finanzmarktstabilisierungsergänzungsgesetzes, das eigens für die HRE geschaffenen wurde, die Aktionäre auch enteignen. Dafür war laut Gesetz der 30. Juni der letzte Termin.
Die Aktionäre hätten dann – wie vom Grundgesetz vorgeschrieben – entschädigt werden müssen, allerdings nur noch mit dem gesetzlichen Mindestpreis von 1,26 Euro, der dem durchschnittlichen Börsenkurs in den zwei Wochen vor Bekanntgabe des Enteignungsbeschlusses entsprach.
Es war allerdings fraglich, ob US-Finanzinvestor J.C.Flowers, der zu der Zeit 21,7 Prozent der HRE-Aktien hielt, auf dieses Angebot eingehen würde. „Es gibt weiter eine klare Präferenz, als Aktionär im Unternehmen zu bleiben“ – so Flowers. Er drohte mit rechtlichen Schritten gegen eine Enteignung.
Der Bürgschaftsrahmen des SoFFin von 52 Milliarden Euro wurde am 14. April 2009 um vier Monate bis zum 19. August 2009 verlängert.

### Übernahme durch Kapitalerhöhung
Der Bund konnte durch das Übernahmeangebot keine Kontrollmehrheit erreichen, weil insbesondere US-Investor J. Christopher Flowers keine Bereitschaft zeigte, sein 21,7-Prozent-Paket abzugeben. Immerhin konnte der Bund durch das Übernahmeangebot und auch weitere Aktienkäufe an der Börse aber 47,3 Prozent der Aktien erwerben, was fast der einfachen Mehrheit (50 % + eine Aktie) entspricht.
Der Bund ging daraufhin das Risiko (da er noch keine 50 % + x erworben hatte) ein, zum 2. Juni 2009 eine außerordentliche Hauptversammlung einzuberufen, auf der über eine gigantische Kapitalerhöhung abgestimmt werden sollte. Diese soll anders als eine gewöhnliche Kapitalerhöhung nur vom Bund gezeichnet werden können. Normalerweise sind für eine solche Maßnahme drei Viertel aller anwesenden Stimmen erforderlich; eine Sonderregelung (§ 7 III 2. FMStBG) im Gesetz zur Stabilisierung der Banken sieht für Banken, die Staatshilfe benötigen, bei einer solchen Abstimmung aber nur die einfache (=absolute) Mehrheit vor, wenn die Hälfte des Grundkapitals vertreten ist.
Wären mindestens 94,6 Prozent des Kapitals anwesend gewesen (das Doppelte des Bundanteils) und hätten alle Anteilseigner außer dem Bund mit „Nein“ gestimmt, wäre diese Kapitalerhöhung gescheitert, da dann nicht 50 % + x erreicht worden wären. Real waren aber nur 74,06 Prozent des Kapitals anwesend. Zudem votierte das nicht vom Bund vertretene Kapitel keineswegs nur mit „nein“: Neben den ca. 109 Mio. Ja-Stimmen des Bundes gab es ca. 5 Mio. Stimmen weitere Ja-Stimmen der sonstigen Aktionäre, sowie ca. 17 Mio. Enthaltungen. Damit wurde der Vorschlag zur Kapitalerhöhung mit großer Mehrheit von 73,95 Prozent angenommen.
Nachdem der Bund 986,5 Millionen  neue Aktien gezeichnet hatte, wurde sein Anteil auf 90 Prozent erhöht. Damit konnte er im nächsten Schritt auch nach geltender Gesetzeslage einen so genannten Squeeze-out durchführen, bei dem die restlichen Aktionäre ihre Anteilsscheine zwangsweise verkaufen müssen. Wäre die Kapitalerhöhung nicht gelungen, hätte US-Investor Flowers und den übrigen Aktionären ein Totalverlust gedroht. Diese wäre auch mit deutlich höheren rechtlichen Risiken verbunden gewesen.
Das Geld für die Zeichnung der neuen Aktien floss der Gesellschaft zu; es wurde von dieser aufgrund der aktuellen Schieflage dringend benötigt. Durch die vollständige Übernahme der Hypo Real Estate wollte der Bund bewirken, dass seine Milliardenspritzen überwiegend für die Rettung der Gesellschaft verwendet werden und nicht den Aktionären zugutekommen. Wäre der Bund nicht eingesprungen, hätte die Hypo Real Estate wahrscheinlich Insolvenz anmelden müssen und die Aktionäre hätten einen Totalverlust erlitten; so erhielten sie immerhin noch den vom Bund bezahlten Kaufpreis, was dennoch für viele Aktionäre sehr hohe Verluste bedeutet.
Nach der Komplettübernahme sollte die HRE radikal „geschrumpft“ werden. Der Abbau von 1.000 Stellen wurde beschlossen, zahlreiche Auslandsstandorte sollten geschlossen werden.

### Erneute Umgestaltung des Aufsichtsrats
Auf der Hauptversammlung der HRE am 13. August 2009 wurde ein neuer Aufsichtsrat gewählt. Die bisherigen Aufsichtsräte, die ihre Posten im Herbst 2008 übernommen hatten (s. o.), gingen. Der Aufsichtsrat wurde von bislang 12 auf 6 Mitglieder verkleinert.
Dies waren/sind Bernd Thiemann, Ex-Chef der DG Bank, der auch den Aufsichtsratsvorsitz übernahm.
KfW-Vorstand Günther Bräunig, die frühere Präsidentin des Bundesrechnungshofs, Hedda von Wedel (CDU), die frühere Deutschlandchefin der US-Bank Morgan Stanley, Dagmar Kollmann, Albert Peters aus dem Bundesfinanzministerium, Alexander Groß, Ministerialdirektor aus dem Bundeswirtschaftsministerium.

### Verstaatlichung
Am 5. Oktober 2009 wurde die HRE als erste Bank in der Geschichte der Bundesrepublik Deutschland seit 1949 verstaatlicht. Durch einen Beschluss der außerordentlichen Hauptversammlung erhalten die verbleibenden Aktionäre eine Barabfindung in Höhe von 1,30 Euro je Stückaktie.

### Weitere 3 Milliarden Euro vom Staat
Nachdem die HRE bereits im Sommer 2009 rund 3 Milliarden Euro staatliches Kapital erhalten hatte, gab der HRE-Konzern am 4. November 2009 bekannt, dass man eine weitere Finanzspritze in Höhe von 3 Milliarden Euro vom bundeseigenen Rettungsfonds SoFFin erhalten werde. Zudem habe der SoFFin-Lenkungsausschuss die zuletzt bis 18. November 2009 befristeten Liquiditätsgarantien in Höhe von 52 Milliarden Euro bis zum 30. Juni 2010 verlängert.
Die jetzt beschlossene Kapitalzufuhr verteilt sich auf die HRE Holding und deren Tochter Deutsche Pfandbriefbank AG, die das laufende Kerngeschäft inzwischen übernommen hat. In die Rücklage der HRE-Holding zahlt der SoFFin 700 Mio. Euro ein.
Gleichzeitig erhält die Tochter Deutsche Pfandbriefbank AG als Kernbank für das laufende Geschäft 1,3 Mrd. Euro. Eine weitere Mrd. Euro wird als stille Einlage geleistet. Damit erhöhte sich die Kernkapitalquote der Münchner Bank, die Mitte des Jahres auf 6,9 abgesunken war, wieder auf 10,7 Prozent.
Vor dem nächsten Schritt des Rettungsfonds war es allerdings nötig, dass die EU-Kommission das bereits laufende EU-Beihilfeverfahren über die Hilfen, die die HRE insgesamt vom Bund erhielt, mit einer Genehmigung abschloss.

### Überraschender Rücktritt des Vorstandsvorsitzenden Axel Wieandt im März 2010
Am 25. März 2010 (einen Tag vor der Hauptversammlung) trat der Vorstandsvorsitzende Axel Wieandt überraschend von seinem Amt zurück. Vorausgegangen waren streitige Diskussionen über die weitere Entwicklung der HRE; Wieandts Bestrebungen, die HRE stärker als Privatbank zu führen und damit den Einfluss des Staates als Eigentümer zurückzudrängen, wurden vom Bund nicht akzeptiert. Darüber hinaus gab es Streit über die Vergütung der Vorstände: durch die Inanspruchnahme der Staatshilfen war das Festgehalt der Vorstände auf 500T€ p. a. gesetzlich begrenzt, zusätzliche Bonuszahlungen müssen jeweils vom Bund genehmigt werden. Die Positions Wieandts „Ich (und andere) haben gut bezahlte Positionen aufgegeben, um den Bund bei der Sanierung zu unterstützen“ ließen sich mit der Auffassung des Bundes „Hohe Bonuszahlungen an die Vorstände der HRE sind dem Steuerzahler nicht zu vermitteln, solange dieser die HRE mit Milliardenbeträgen zur Sanierung stabilisieren muss“ nicht zusammenbringen, so dass er kurzfristig aus dem Amt ausschied. Wieandt war bis 2008 Strategiechef der Deutschen Bank und kehrte Ende Mai 2010 wieder zu seinem früheren Arbeitgeber zurück. Als Übergangsnachfolgerin wurde die Leiterin des Risikomanagements der HRE Manuela Better berufen.

### Weitere Bürgschaften in Höhe von 40 Milliarden Euro im September 2010
Obwohl die Chefin der Bank, Manuela Better, am 9. September 2010 noch mit rosigen Aussichten zitiert wurde, teilte der SoFFin-Lenkungsausschuss am 10. September 2010 mit, dass der Bank Bürgschaften in Höhe von 40 Milliarden Euro über die bisherigen 103,5 Milliarden Euro hinaus gewährt werden, um einer wegen massiver Liquiditätsprobleme drohenden Insolvenz zum 22. September, nach günstigeren Szenarios zum 30. September entgegenzuwirken. Ein Teil des Geldbedarfs wurde durch Risikoaufschläge bei Anleihen kriselnder Euro-Staaten verursacht, die von der Bank gehalten werden. 20 Milliarden wurden nach einem internen Papier der Bank für so genannte Transaktionsrisiken benötigt, die ab Ende September 2010 aus einer Auslagerung von sehr risikoreichen Wertpapieren in eine Bad Bank resultieren. Der SoFFin-Lenkungsausschuss musste sich hierzu keine Rückversicherung beim Bundestag einholen.

### Gründung der FMS Wertmanagement als „Bad Bank“ – Oktober 2010
Zum 1. Oktober 2010 hat die HRE Darlehen und Wertpapiere im nominellen Wert von rund 173 Milliarden Euro in die neu gegründete öffentlich-rechtliche „Abwicklungsanstalt“ FMS Wertmanagement als Teil der Bundesanstalt für Finanzmarktstabilisierung ausgelagert. Die FMS ist eine sogenannte „Bad Bank“. Mitübertragen wurden auch die von der HRE zur Geldbeschaffung ausgegebenen und durch Staatsbürgschaften abgesicherten Wertpapiere im Umfang von rund 124 Milliarden Euro. Nach den Plänen der HRE sollten diese Wertpapiere bis Mitte 2011 durch Wertpapiere ohne staatliche Garantien ersetzt werden.
Die auf die FMS-Wertmanagement übertragenen Wertpapiere und Darlehen sollten in einem Zeitrahmen von zehn Jahren abgewickelt werden. So sollten möglichst gute Verkaufserlöse erzielt und die Verluste so gering wie möglich gehalten werden.
Bis Ende 2010 wurden die bisherigen SoFFin-Garantien für die FMS-Wertmanagement in mehreren Schritten auf 15 Milliarden Euro reduziert. Diese Bürgschaften für einzelne Wertpapiere waren nicht mehr nötig, da der SoFFin nach dem Statut der FMS-Wertmanagement ohnehin für deren Verbindlichkeiten haftete. Eine Reduzierung des staatlichen Risikos war mit der Rückführung der Garantien also nicht verbunden.

### Genehmigung der Staatsbeihilfen durch die EU-Kommission
Die Europäische Kommission genehmigte Mitte Juli 2011 den mehrfach nachgebesserten Umbauplan und nachträglich die Staatsbeihilfen für die Hypo Real Estate gegen Auflagen. Um die zehn Mrd. Euro hohe Beihilfe durch den Bund und die Staatsgarantien in Höhe von zirka 145 Milliarden Euro zu rechtfertigen, müsse das verstaatlichte Institut bis Ende 2011 auf 15 Prozent seiner einstigen Größe schrumpfen und sich auf wenige Geschäftsfelder zurückziehen. Joaquín Almunia, der europäische Kommissar für Wettbewerb, sprach vom Abschluss „einer der bedeutendsten Beihilfefälle der Finanzkrise“. Bundeswirtschaftsminister Philipp Rösler erklärte, die Basis für eine rasche Re-Privatisierung der Deutsche Pfandbriefbank AG sei damit gelegt.

## Aufarbeitung

### BaFin-Sonderprüfung – Frühjahr 2008
Im Frühjahr 2008 führte die BaFin eine Sonderprüfung des Risikomanagements der Hypo Real Estate Gruppe durch. Mit dieser Prüfung war die Deutsche Bundesbank beauftragt. Nach Medienberichten reisten am 27. Februar 2008 sechs Prüfer der Deutschen Bundesbank nach Dublin, um die Bücher der DEPFA Bank plc zu prüfen. Das Bundesfinanzministerium wurde regelmäßig hierüber unterrichtet. Der Abschlussbericht ging am 18. August 2008 im Bundesfinanzministerium ein. Er wurde dort jedoch angeblich vom Sachbearbeiter abgelegt und weder der Leitungsebene noch dem Bundesfinanzminister vorgelegt. Die Prüfer stellten unter anderem eine „umfangreiche, kurzfristige unbesicherte Refinanzierung“ bei der DEPFA Bank plc fest. Ob und inwiefern die BaFin auf die Ergebnisse der Sonderprüfung reagiert hat, ist bis jetzt nicht bekannt geworden.
Die Allfinanzaufsicht prüft Hinweise auf Gesetzesverstöße während der Liquiditätskrise der HRE. Der Behörde wurde von der Staatsanwaltschaft München „die Verdachtsanzeige eines Marktteilnehmers“ weitergeleitet. „Die Prüfung ist noch nicht abgeschlossen, aber wir halten die erhobenen Vorwürfe für substantiiert“, sagte eine BaFin-Sprecherin. Als mögliche Gesetzesverstöße kommen unerlaubte Marktmanipulation, Insiderhandel und ein Verstoß gegen die Richtlinien zur Ad-hoc-Publizität durch Entscheidungsträger der Bank in Frage.

### Strafanzeigen und Klagen der Aktionäre – Herbst 2008
Die Deutsche Schutzvereinigung für Wertpapierbesitz (DSW) hat am 14. Oktober 2008 bei der Staatsanwaltschaft München I Strafanzeige gegen die Verantwortlichen der Hypo Real Estate gestellt. Es gebe gleich mehrere Verdachtsmomente auf Rechtsverstöße, erklärte Ulrich Hocker, Hauptgeschäftsführer der DSW.
In ihrer Strafanzeige hat die DSW die Staatsanwaltschaft aufgefordert, zu klären, ob im Zusammenhang mit der finanziellen Notlage der HRE möglicherweise Straftatbestände wie fehlerhafte Kapitalmarktinformation (§ 400 Abs. 1 Aktiengesetz), Verstoß gegen das Verbot der Marktmanipulation (§ 20a Wertpapierhandelsgesetz) sowie Betrugsverdacht (§ 263 Strafgesetzbuch) vorlägen.
Ende Dezember 2008 / Anfang Januar 2009 reichten weitere Aktionäre Klagen gegen die HRE ein.
Am 16. Dezember 2008 durchsuchten bei einer Großrazzia 65 Bayrische LKA-Ermittler, 15 Staatsanwälte und zwei Beamte der Finanzaufsicht Bafin die HRE-Zentrale in München sowie die Privaträume einiger Vorstandsmitglieder.
Ermittelt wurde gegen alle HRE-Vorstände, die zwischen November 2007 und September 2008 im Amt waren. Dazu zählten u. a. der frühere Vorstandschef Georg Funke und der ehemalige Aufsichtsratsvorsitzende Kurt Viermetz (beide traten im Oktober 2008 von ihren Posten zurück) sowie der mittlerweile ebenfalls ausgeschiedene Bo Heide-Ottosen und der (zum Zeitpunkt der Razzia noch amtierende und nun ebenfalls ausgeschiedene) HRE-Finanzchef Markus Fell.
Der Prozess, in dem etwa 80 Altaktionäre etwa eine Milliarde Euro Schadensersatz fordern, war für 2012 vor dem Oberlandesgericht München geplant.

### Interne Prüfung
Der Aufsichtsrat der HRE hat der Anwaltskanzlei Milbank Tweed Hadley McCloy den Auftrag erteilt, „das Vorliegen etwaiger Pflichtverletzungen“ des früheren Vorstandschefs Georg Funke und des Vorstandsmitglieds Bo Heide-Ottosen zu untersuchen. „Im Interesse des Unternehmens und aller Beteiligten hat sich der Aufsichtsrat zu dieser im Ergebnis offenen Untersuchung durch eine unabhängige, renommierte Kanzlei entschlossen,“ erläuterte der damalige Aufsichtsratsvorsitzende Klaus Pohle.
Je nach Ausgang der Untersuchungen drohen strafrechtliche Konsequenzen, aber auch Auswirkungen auf die Ausbezahlung der Bezüge der beiden Vorstände nach der Auflösung ihrer Dienstverhältnisse. Funke könnte sein Ruhegehalt von 560.000 Euro pro Jahr nur dann sofort beziehen, wenn sein Vertrag ohne eigenes Verschulden vorzeitig aufgelöst worden wäre. Andernfalls müsste Funke bis zur Vollendung des 60. Lebensjahrs warten.

### Parlamentarischer Untersuchungsausschuss – Frühjahr bis Herbst 2009
Oskar Lafontaine (Die Linke) verlangte im Februar 2009 eine eingehendere Untersuchung der Vorgänge bei der HRE und Die Linke stellte bereits am 4. März 2009 einen Antrag auf Einsetzung eines parlamentarischen Untersuchungsausschusses.
Die Stimmen dieser einen Oppositionspartei allein reichten jedoch nicht aus, um die Einsetzung eines Untersuchungsausschusses durchzusetzen. Es dauerte noch bis zum 25. März 2009, bis sich alle drei Oppositionsparteien (Die Linke, FDP, Bündnis 90/Die Grünen) auf einen gemeinsamen Antrag einigen konnten. Es sollte nochmals bis zum 23. April 2009 dauern, bis die Abstimmung im Bundestag stattfinden konnte. Für die Einsetzung des Ausschusses stimmten FDP, Bündnis 90/Die Grünen und Die Linke. Die Abgeordneten von CDU/CSU und SPD enthielten sich der Stimme.
Dem Ausschuss gehörten elf ordentliche und elf stellvertretende Mitglieder an, davon jeweils vier von CDU/CSU und SPD und jeweils eines von FDP, Die Linke und Bündnis 90/Die Grünen. Der SPD-Abgeordnete Hans-Ulrich Krüger leitet den Ausschuss. Zur stellvertretenden Vorsitzenden wurde die CSU-Abgeordnete Daniela Raab gewählt.

#### Untersuchungsauftrag
Der Untersuchungsausschuss sollte klären, ob das Bundesministerium für Finanzen (BMF), der Finanzmarktstabilisierungsfonds (SoFFin), die Bundesanstalt für Finanzdienstleistungsaufsicht (BaFin), oder die Deutsche Bundesbank durch Erlasse, Weisungen, Fehleinschätzungen, öffentliche Äußerungen, Unterlassungen oder sonstige Handlungen zur Schieflage der HRE beigetragen bzw. diese noch verschärft haben. Ebenso sollte untersucht werden, ob die Belastungen für den Bundeshaushalt vermeidbar waren. Es ging auch um die Frage, ob die Kommunikationswege zwischen BMF, Deutscher Bundesbank und BaFin von Anfang 2007 bis Oktober 2008 geeignet waren, um auf sich bereits abzeichnende Risiken bei der HRE „angemessen und unverzüglich“ reagieren zu können. Und es sollte geklärt werden, ob, gegebenenfalls seit wann und in welchem Umfang die Bundesregierung bzw. Finanzminister Peer Steinbrück über die Liquiditätsengpässe der HRE informiert war.

#### Zeugen vor dem Untersuchungsausschuss
Im Folgenden wurden vom U-Ausschuss folgende Zeugen zum HRE-Desaster (teils öffentlich, teils nichtöffentlich) vernommen (Die Zeugen sind hier alphabetisch aufgeführt. Zur zeitlichen Abfolge der Vernehmungen s. Deutscher Bundestag, DrS 16/14000: Beschlussempfehlung und Bericht des 2. Untersuchungsausschusses, S. 368/369: Verzeichnis der Sitzungen):
- Josef Ackermann, Vorstandsvorsitzender der Deutsche Bank AG
- Jörg Asmussen, Staatssekretär im Bundesministerium der Finanzen (BMF)[171]
- Martin Blessing, Vorstandsvorsitzender der Commerzbank[172]
- Robert Bosch, Deutsche Bundesbank, Hauptverwaltung München, Mitarbeiter des Bereichs „Bankgeschäftliche Prüfungen“[173]
- Jens Conert, Bundesministerium der Finanzen (BMF), Leiter des Bankenreferats[174][175]
- Manfred Eder, Deutsche Bundesbank, Hauptverwaltung München, Leiter des Referats „Bankgeschäftliche Prüfungen 1“. Eder war im Frühjahr 2008 für die Sonderprüfung der Depfa zuständig.[176][177]
- Rainer Englisch, Deutsche Bundesbank, Hauptverwaltung München, Mitarbeiter des Bereichs „Bankgeschäftliche Prüfungen“.[178][179] Englisch war Leiter der sechs Bundesbanker, die vom Februar bis 12. März 2008 in Dublin im Auftrag der Bundesanstalt für die Finanzdienstleistungsaufsicht (BaFin) die beiden irischen Institute der HRE – die DEPFA Bank pcl sowie die Hypo Public Finance Bank – überprüften.[180][32][181]
- Helmut Frank, BaFin, Referatsleiter/Großbankenabteilung der BaFin. Frank war im Jahre 2003 zuständig für die Aufsicht über die HVB.[182]
- Georg Funke (Funke war geladen, verweigerte allerdings die Aussage)
- Herbert Ernst Groh, Architekt und Vertrags-/Geschäftspartner der Vorgängergesellschaften der HVB[183]
- Klaus Jakob, Deutsche Bundesbank, Hauptverwaltung München, Leiter des Regionalbereichs Banken und Finanzaufsicht dieser Hauptverwaltung[184]
- Klaus Kratzer, Rechtsanwalt
- Susanne Krecker, BMF, Sachbearbeiterin im Referat Bankenwesen[185][175]
- Nicolette Kressl, Staatssekretärin im Bundesministerium der Finanzen (BMF)
- Sabine Lautenschläger-Peiter, BaFin, Exekutivdirektorin für das Bankenwesen[186]
- Frauke Menke, BaFin, Abteilungsleiterin Bankenaufsicht[187]
- Thomas Mirow, ehemaliger Staatssekretär im BMF[188]
- Lars Möller, Deutsche Bundesbank, Hauptverwaltung München, Mitarbeiter des Bereichs „Bankgeschäftliche Prüfungen“. Lars Möller war einer der sechs Bundesbanker, die vom Februar bis 12. März 2008 in Dublin im Auftrag der Bundesanstalt für die Finanzdienstleistungsaufsicht (BaFin) die beiden irischen Institute der HRE – die DEPFA Bank pcl sowie die Hypo Public Finance Bank – überprüften.[189][32]
- Klaus-Peter Müller, ehemaliger Präsident des Bundesverbands deutscher Banken[190]
- Manfred Nötzel, Leitender Oberstaatsanwalt der Staatsanwaltschaft München I[191]
- Thorsten Pötzsch, Bundesministerium der Finanzen, Leiter der Unterabteilung Banken-, Versicherungs-, Investment-, Börsen- und Wertpapierwesen[192][175]
- Jürgen Prahl, Deutsche Bundesbank, Hauptverwaltung München, Mitarbeiter des Bereichs „Bankgeschäftliche Prüfungen“. Jürgen Prahl war einer der sechs Bundesbanker, die vom Februar bis 12. März 2008 in Dublin im Auftrag der Bundesanstalt für die Finanzdienstleistungsaufsicht (BaFin) die beiden irischen Institute der HRE – die DEPFA Bank pcl sowie die Hypo Public Finance Bank – überprüften[193][32]
- Jochen Sanio, der Präsident der Bundesanstalt für Finanzdienstleistungsaufsicht (BaFin)[194]
- Eckehard Schmidt, der von der BaFin bestellte unabhängige Treuhänder der Hypo Real Estate Bank AG[195]
- Karl Schnitzler, Deutsche Bundesbank, Hauptverwaltung München, leitet innerhalb der Abteilung „Bankenaufsicht“ das Referat „Laufende Aufsicht 1“[196]
- Stefan Schrader, BaFin, Leiter des Referats BA 34,[197]
- Ulrich Schröder, Vorstandsvorsitzender der KfW Bankengruppe[198]
- Wolfgang Sprißler, Vizevorsitzender des Aufsichtsrats bei der Unicredit Bank,[172]
- Peer Steinbrück, Bundesfinanzminister (SPD)[199]
- Holger Techet, KPMG, Deutsche Treuhand-Gesellschaft AG Wirtschaftsprüfungsgesellschaft,[200]
- Hans Tietmeyer, HRE, der ehemalige Bundesbankpräsident (1993 bis 1999), saß von Ende Mai und Mitte November 2008 im HRE-Aufsichtsrat[201]
- Marian Vesely, ehemaliger Mitarbeiter (von 1983 bis 1997) der Bayerischen Hypo- und Vereinsbank[202]
- Kurt F. Viermetz, Ex-Aufsichtsratsvorsitzender der HRE[203]
- Axel A. Weber, Präsident der Deutschen Bundesbank
- Jens Weidmann, Leiter der Abteilung IV (Wirtschafts- und Finanzpolitik) im Kanzleramt[204]
- Axel Wieandt, ab dem 13. Oktober 2008 Vorstandsvorsitzender der HRE
- Gero Wiechens, KPMG, Deutsche Treuhand-Gesellschaft AG Wirtschaftsprüfungsgesellschaft und seit Dezember 2008 für die Prüfung der Abschlüsse der HRE verantwortlich[205]
- Stéphane Wolter, ehemaliger Sachbearbeiter im Risikocontrolling der HRE[206]

#### Bericht des Untersuchungsausschusses
Bis zur Sommerpause des Bundestages blieben dem Ausschuss nur 5 Sitzungswochen. Die Wahlperiode und damit der Untersuchungsausschuss endeten im September 2009. In 23 Sitzungen mit insgesamt 125 Stunden wurden mit hohem Zeitdruck die Zeugen angehört und die Ergebnisse beraten. In dem 372-seitigen Bericht vom 18. September 2009 (Drs. 16/14000) sind die Ergebnisse der Befragungen zusammengetragen und von den Ausschussmitgliedern (unterschiedlich) bewertet.

### Gläubiger der HRE
Neben der Frage der Relevanz der Bankrettung für das deutsche Bankensystem wird immer wieder die Frage nach den unmittelbar von der Insolvenz bedrohten Gläubigern gestellt. Informationen von offizieller Stelle gibt es nicht, da es sich nach Aussage eines Sprechers des Finanzministeriums hierbei um „Betriebs- und Geschäftsgeheimnisse“ handelt. Da andererseits das Interesse an den mit öffentlichen Mitteln „Geretteten“ sehr groß war, veröffentlichten einige Tageszeitungen ihnen zugespielte Unterlagen dazu. Nach der detaillierten Aufstellung des Tagesspiegels handelte es sich um Gläubiger mit unbesicherten Geldmarktaufnahmen und Schuldscheindarlehen der Hypo-Real-Estate-Gruppe zum Stichtag 26. September 2008 im Wert von 83,41 Mrd. Dollar, darunter private deutsche Banken, Genossenschaftsbanken, öffentliche deutsche Banken, Sparkassen, Versicherungen und Pensionskassen, deutsche öffentliche Stellen, ausländische Banken und Zentralregierungen und andere. Der Tagesspiegel fand keine Anhaltspunkte für eine gerechtfertigte Geheimhaltung dieser Anleger. Auch eine Insolvenzgefahr sei nicht erkennbar. Die Frage nach der Kostenbeteiligung der Gläubiger sei offen.

### Bewertung der HRE
Gutachter der Bundesregierung kamen – nach der Rettung – zu einer deutlich höheren Bewertung der werthaltigen Assets der HRE. Der geheime Vermerk dazu wurde der Presse zugespielt und spricht von „deutlich höheren Bewertungsergebnissen von knapp 30 Milliarden“ – statt der von den Banken zuvor genannten 15 Milliarden Euro. Volker Wissing, FDP-Vertreter im Untersuchungsausschuss: „Die privaten Banken haben die Werte offensichtlich heruntergerechnet … Und der Staat hat den privaten Banken einfach geglaubt.“ Dies könnte seinerzeit die Bereitschaft aus Steuermitteln die HRE zu retten erhöht haben.

### Kosten für den Staat
Die „Zeit“ bezifferte die Kosten 2010 für den Staat auf 19,1 Milliarden Euro. In Beantwortung einer Anfrage der Fraktion der Grünen beziffert die Bundesregierung 2018 die bisher bekannten Kosten auf 20,3 Mrd. Euro.

## Film
- Gier und Größenwahn. Wie die Politik bei der Banken-Rettung über den Tisch gezogen wurde. Fernseh-Dokumentation, Deutschland, 2010, 57 Min., Buch und Regie: Hubert Seipel, Produktion: WDR, Erstausstrahlung: 25. März 2010, 0:20 h, ARD, Inhaltsangabe (Memento vom 28. März 2010 im Internet Archive) vom WDR; Befragte und Themen: Ackermann, Asmussen, BaFin, Depfa, Freshfields Bruckhaus Deringer, Sanio, Gerhard Schick, Steinbrück, Volker Wissing.